# Anton Vincenz Lebeda
Anton Vincenz Lebeda,také Antonín Vincenc Lebeda, (1. května 1798 Černošice – 2. července 1857 Praha) byl český puškař a konstruktér.

## Život
Narodil se jako nejmladší syn v rodině rolníka Matěje Lebedy v Černošicích. Vyučil se na Smíchově v roce 1813, poté krátce pracoval v Německu a ve Vídni v dílně proslulého puškaře Josefa Contrinera. Svoji první vlastní puškařskou dílnu v Praze v Ostrovní ulici převzal po zesnulém Matěji Brandejsovi v roce 1821, kdy byl prohlášen mistrem.
Byl dvakrát ženat, poprvé se oženil roku 1821 nebo 1822 s Annou Stumpfovou (1801–1854), dcerou pražského obchodníka s ovocem, s níž měl dva syny, Antonína (1823-1890) a Ferdinanda (1824-1902), kteří pokračovali v otcově podniku, a dceru Karolínu (1835). Podruhé se oženil s Alžbětou (1806–1884).

## Bydliště, dílna a továrna
Rodina vlastnila v Praze postupně čtyři domy na Novém Městě: ve čtyřicátých letech měla Anna svůj dům v Široké (=Jungmannově) ulici a Antonín sídlil s dílnou v domě čp. 869/II U tří rytířů na Senovážném náměstí. Nejdelší dobu bydleli v Praze v domě čp. 284/II na křižovatce Karlova náměstí s Myslíkovou 32 a Spálenou ulicí 1, který dal roku 1800 na místě dvou stržených menších domů postavit a dekorovat svým erbem Vilém z Auerspergu. Po Lebedových se tam nic nedochovalo, protože dům byl při asanaci staré Prahy zbořen a nahrazen novostavbou podle projektu Osvalda Polívky z let 1905–1906. Čtvrtý dům, čp. 170/II stál blízko předchozího, v Černé ulici, tradičně se nazýval Na smetisku; zdědil ho syn Ferdinand Lebeda.

## Firma A. V. Lebeda a synové
Lebeda se tituloval Gewehrfabrikant a jeho dílna nazývána továrnou, podle pobytových přihlášek se v ní vystřídaly na dvě desítky tovaryšů, kteří v Lebedovic domě také bydleli. Po otcově smrti používali synové značku jeho firmy v letech 1857-1867, 16. ledna 1868 dal Ferdinand Lebeda jako jediný majitel na stejné adrese zaprotokolovat firmu "A. V. Lebeda Söhne".

## Zbraně
Zámky Lebedových zbraní byly značeny A.V. LEBEDA – IN PRAG nebo A. V. LEBERDA A PRAGUE, nebo jen Lebeda rytou s běžící liškou či zajícem. Letopočet vzniku bývá vyryt uvnitř zámku a dá se přečíst teprve po rozmontování zbraně. Pro všechny zbraně užíval jednotné pořadové číslo, celkový počet dosáhl přes 7500 kusů. Synové pokračovali podobným tempem až do krize v roce 1872. Ve slonovině nebo dřevě byla někdy řezaná figurální výzdoba pažby pušky či rukojeti pistole, nejčastěji byla zámková deska zdobená rytinou v oceli. Na loveckých zbraních byly časté lovecké motivy, na vojenských alegorie válečné. Tato výzdoba založila tradici a věhlas tzv. Pražské práce. Lebeda se přátelil a spolupracoval s výtvarnými umělci, například s malířem Josefem Mánesem, který mu dodával kresby s náměty z českých dějin, či s Josefem Navrátilem a Václavem Sekalem.

## Podnikatelské úspěchy
První český patent v oboru puškařství získal roku 1829, když se v nemocnici zotavoval ze zranění po nehodě v kočáru. Tehdy zjednodušil konstrukci zámků dvouhlavňové pušky, dva zámky nahradil jedním.
Pušky zvané „Lebedovky“ s charakteristickou bohatou a výtvarně vynikající výzdobou se staly pojmem nejen mezi šlechtici; Lebedovým protektorem byl kníže Camillo Rohan. V roce 1835 továrna dosáhla jmenování Císařským a královským dvorním dodavatelem s povolením používat spolu s označením firmy i rakousko-uherský znak dvouhlavého orla a prodávat své výrobky po celém území říše bez cechovních omezení.
Sehrál rovněž pozoruhodnou roli při vyšetřování případu zastřelení kněžny Marie Eleonory Windischgrätzové během pražské demonstrace v červnu 1848. V něm figuroval jako hlavní podezřelý Maxmilián Maux, student a člen českého spolku Slávie, který byl na shromáždění podle svědků ozbrojen puškou. Maux bil uvězněn, následně čelil bití a vynucování přiznání. Lebeda byl osloven jakožto zkušený zbrojařský odborník, aby provedl de facto balistickou expertízu v historii Rakouského císařství a možná i v celém světě. Porovnal ráži Mauxovy pušky s velikostí průstřelu ve skle okna a i z hlediska rozdílných povah nábojů zbraně (Maux vlastnil brokovnici, kdežto kněžna zemřela po zásahu jednou kulkou) podezření, že se jedná o vražednou zbraň, vyvrátil, což později pomohlo prokázat Mauxovu nevinu. Ten byl nakonec z vězení propuštěn až s dalšími zadrženými na amnestii 16. září 1848.
V roce 1852 při příležitosti návštěvy císaře Františka Josefa I. se pořádaly na Střeleckém ostrově závody ve střelbě. Tehdy byl A. V. Lebeda osobně představen císaři a bylo mu umožněno předvedení jeho zbraní. Císař byl úrovní Lebedových zbraní nadšen a na místě objednal dvanáct stejných dvojek, šest dvojáků a tři kozlice. Lebeda dodával zbraně i dalším významným členům Habsburského rodu. Dílna zanikla kolem roku 1888.

## Sbírky Lebedových zbraní
- Národní muzeum v Praze - ucelená kolekce pušek, pistolí a pár křesadlových zámků na podložce (mistrovská práce z roku 1821)
- Uměleckoprůmyslové muzeum v Praze
- Vojenské muzeum, Arsenal, Vídeň

## Galerie

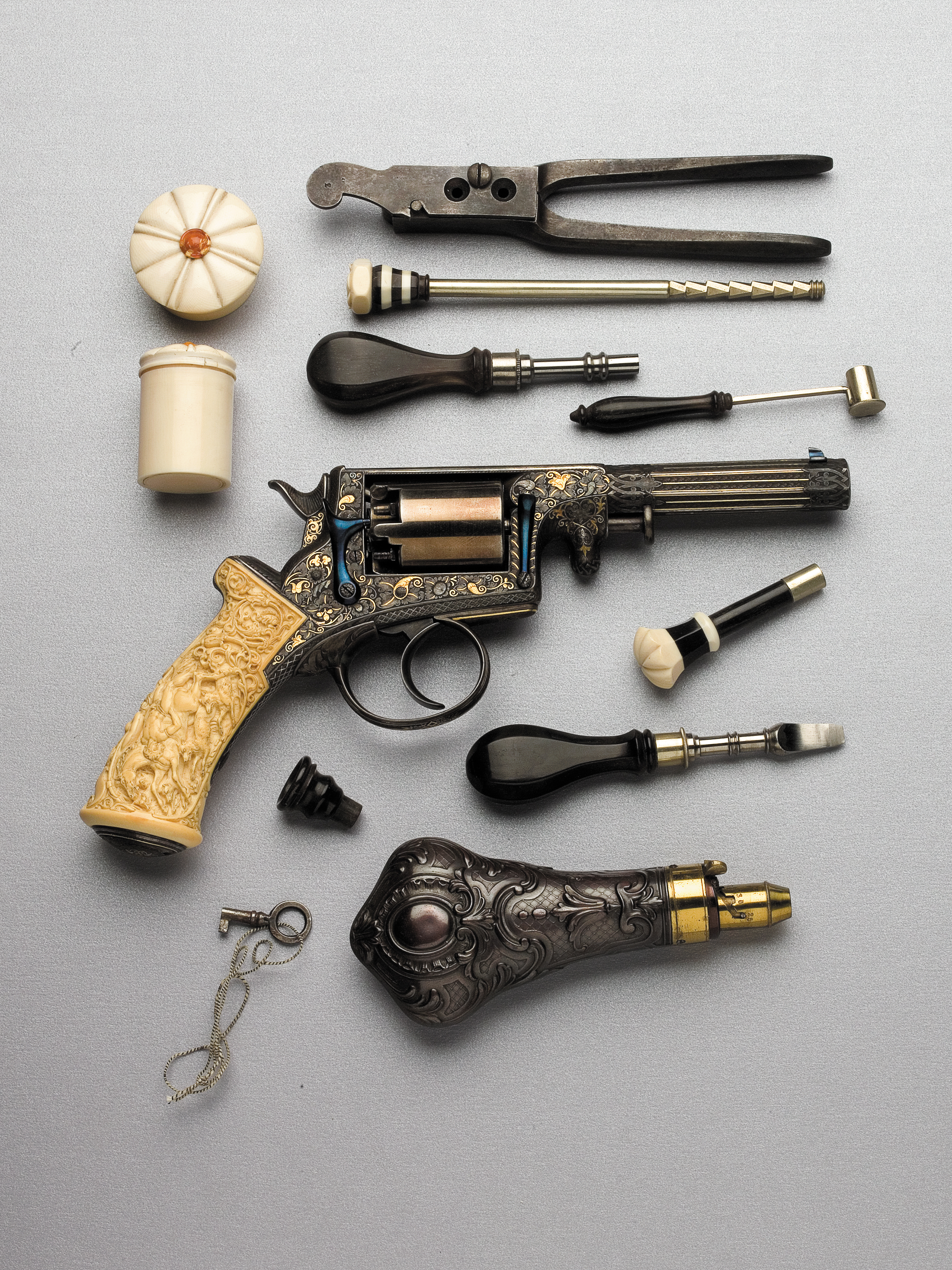
Perkusní revolver, 1854, UPM
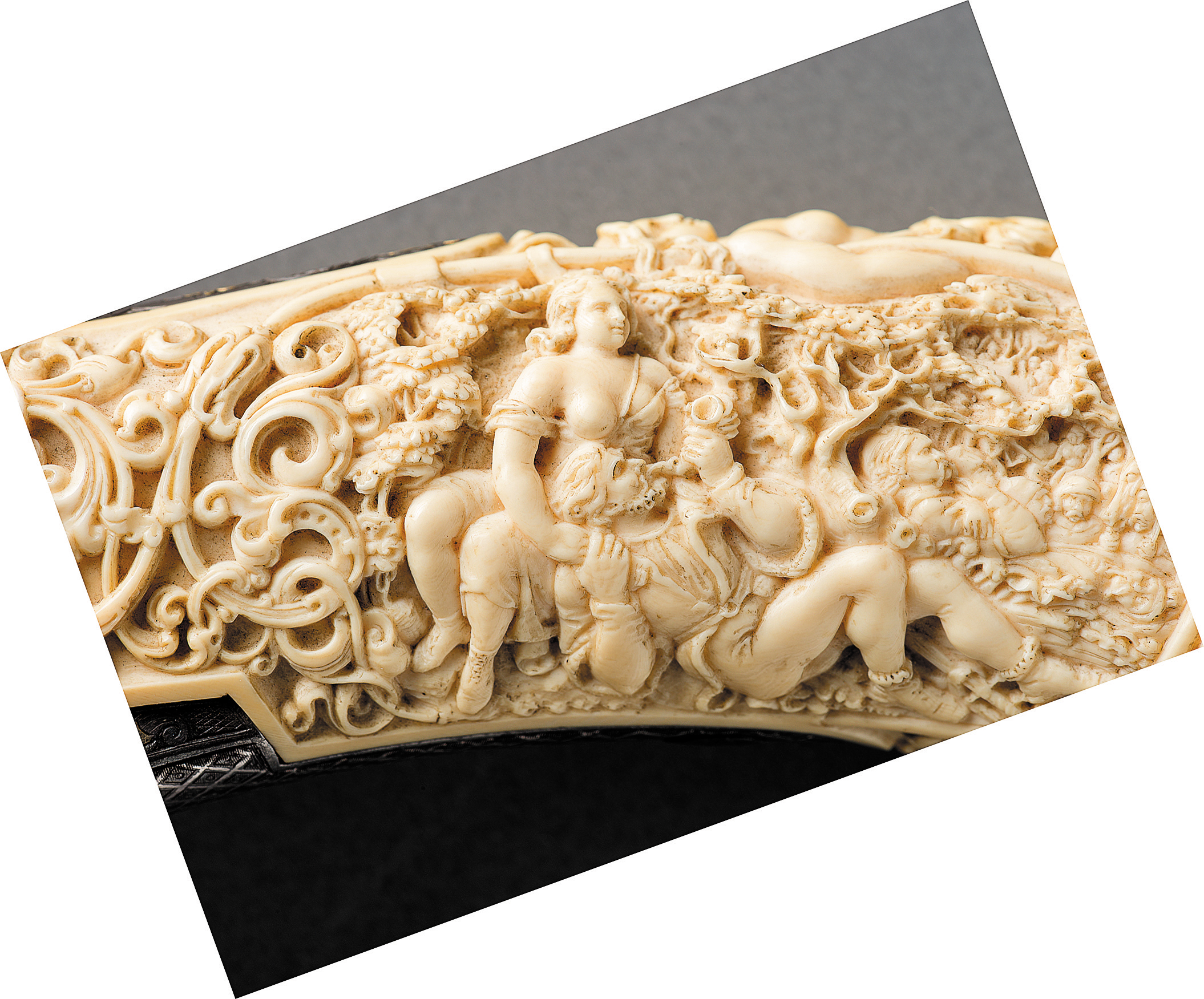
Ctirad a Šárka, detail řezby na perkusním revolveru
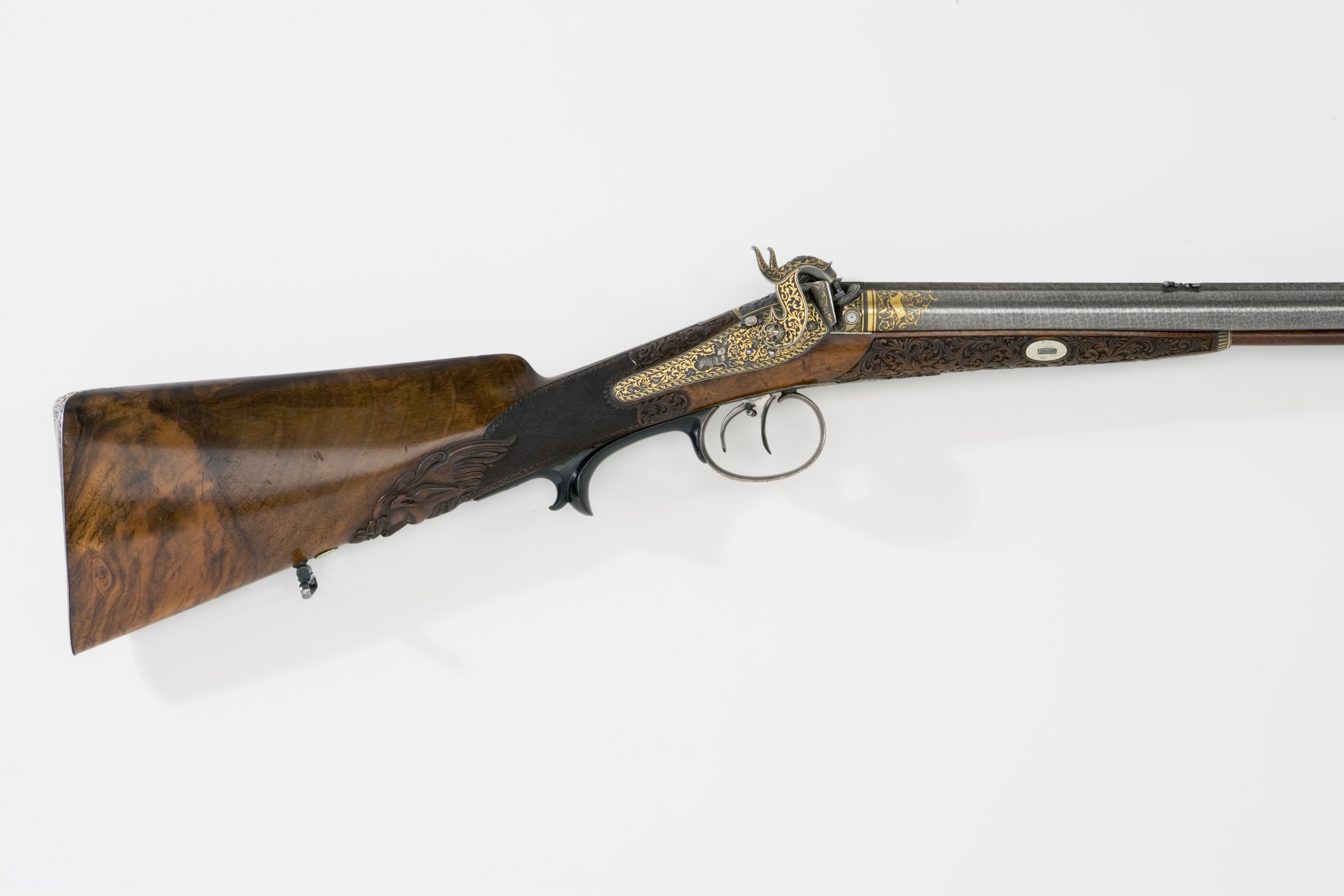
Lovecká puška; Královská zbrojnice Skokloster